# Alinula lipocarphioides
Alinula lipocarphioides är en halvgräsart som först beskrevs av Georg Kükenthal, och fick sitt nu gällande namn av Jean Raynal. Alinula lipocarphioides ingår i släktet Alinula och familjen halvgräs. Inga underarter finns listade i Catalogue of Life.